# Gran Premi del Canadà del 2013
El Gran Premi del Canadà de Fórmula 1 de la temporada 2013 s'ha disputat al Circuit Gilles Villeneuve de Mont-real, del 7 al 9 de juny del 2013.

## Resultats de la qualificació
| Pos                      | No | Pilot               | Constructor          | Part 1   | Part 2   | Part 3   | Sortida |
| ------------------------ | -- | ------------------- | -------------------- | -------- | -------- | -------- | ------- |
| 1                        | 1  | Sebastian Vettel    | Red Bull-Renault     | 1:22.318 | 1:28.166 | 1:25.425 | 1       |
| 2                        | 10 | Lewis Hamilton      | Mercedes             | 1:23.801 | 1:27.649 | 1:25.512 | 2       |
| 3                        | 17 | Valtteri Bottas     | Williams-Renault     | 1.23.446 | 1.28.419 | 1.25.897 | 3       |
| 4                        | 9  | Nico Rosberg        | Mercedes             | 1:23.840 | 1:28.420 | 1:26.008 | 4       |
| 5                        | 2  | Mark Webber         | Red Bull-Renault     | 1:23.247 | 1:28.145 | 1:26.208 | 5       |
| 6                        | 3  | Fernando Alonso     | Ferrari              | 1:23.224 | 1:28.788 | 1:26.504 | 6       |
| 7                        | 18 | Jean-Éric Vergne    | Toro Rosso-Ferrari   | 1:24.159 | 1:28.527 | 1:26.543 | 7       |
| 8                        | 15 | Adrian Sutil        | Force India-Mercedes | 1:24.551 | 1:28.799 | 1:27.348 | 8       |
| 9                        | 7  | Kimi Räikkönen      | Lotus-Renault        | 1:24.451 | 1:28.667 | 1:27.432 | 101     |
| 10                       | 19 | Daniel Ricciardo    | Toro Rosso-Ferrari   | 1:24.770 | 1:29.359 | 1:27.946 | 111     |
| 11                       | 11 | Nico Hülkenberg     | Sauber-Ferrari       | 1:23.899 | 1:29.435 |          | 9       |
| 12                       | 6  | Sergio Pérez        | McLaren-Mercedes     | 1:24.176 | 1:29.761 |          | 12      |
| 13                       | 16 | Pastor Maldonado    | Williams-Renault     | 1:24.776 | 1:29.917 |          | 13      |
| 14                       | 5  | Jenson Button       | McLaren-Mercedes     | 1:24.021 | 1:30.068 |          | 14      |
| 15                       | 12 | Esteban Gutiérrez   | Sauber-Ferrari       | 1:24.408 | 1:30.315 |          | 15      |
| 16                       | 4  | Felipe Massa        | Ferrari              | 1:23.735 | 1:30.354 |          | 16      |
| 17                       | 14 | Paul di Resta       | Force India-Mercedes | 1:24.908 |          |          | 17      |
| 18                       | 20 | Charles Pic         | Caterham-Renault     | 1:25.626 |          |          | 18      |
| 19                       | 8  | Romain Grosjean     | Lotus-Renault        | 1:25.716 |          |          | 222     |
| 20                       | 22 | Jules Bianchi       | Marussia-Cosworth    | 1:26.508 |          |          | 19      |
| 21                       | 23 | Max Chilton         | Marussia-Cosworth    | 1:27.062 |          |          | 20      |
| 22                       | 21 | Giedo van der Garde | Caterham-Renault     | 1:27.110 |          |          | 21      |
| temps del 107% :1:28.080 |    |                     |                      |          |          |          |         |
| Font:                    |    |                     |                      |          |          |          |         |

- ^1  — Kimi Räikkönen i Daniel Ricciardo van ser sancionats amb 5 llocs a la graella per no respectar la cua al carril ràpid en la represa de la segona sessió de classificació.[2]
- ^2  — Romain Grosjean va ser penalitzat amb deu llocs a la graella de sortida per provocar un accident al GP anterior.

## Resultats de la Cursa
| Pos   | No | Pilot               | Constructor          | Voltes | Temps / Retirada | Pos.Sortida | Punts |
| ----- | -- | ------------------- | -------------------- | ------ | ---------------- | ----------- | ----- |
| 1     | 1  | Sebastian Vettel    | Red Bull-Renault     | 70     | 1h 32' 09. 143   | 1           | 25    |
| 2     | 3  | Fernando Alonso     | Ferrari              | 70     | + 14.408 s       | 6           | 18    |
| 3     | 10 | Lewis Hamilton      | Mercedes             | 70     | + 15.942 s       | 2           | 15    |
| 4     | 2  | Mark Webber         | Red Bull-Renault     | 70     | + 25.731 s       | 5           | 12    |
| 5     | 9  | Nico Rosberg        | Mercedes             | 70     | + 1' 09.725 min. | 4           | 10    |
| 6     | 18 | Jean-Éric Vergne    | Toro Rosso-Ferrari   | 69     | + 1 Volta        | 7           | 8     |
| 7     | 14 | Paul di Resta       | Force India-Mercedes | 69     | + 1 Volta        | 17          | 6     |
| 8     | 4  | Felipe Massa        | Ferrari              | 69     | + 1 Volta        | 16          | 4     |
| 9     | 7  | Kimi Räikkönen      | Lotus-Renault        | 69     | + 1 Volta        | 10          | 2     |
| 10    | 15 | Adrian Sutil        | Force India-Mercedes | 69     | + 1 Volta        | 8           | 1     |
| 11    | 6  | Sergio Pérez        | McLaren-Mercedes     | 69     | + 1 Volta        | 12          |       |
| 12    | 5  | Jenson Button       | McLaren-Mercedes     | 69     | + 1 Volta        | 14          |       |
| 13    | 8  | Romain Grosjean     | Lotus-Renault        | 69     | + 1 Volta        | 22          |       |
| 14    | 17 | Valtteri Bottas     | Williams-Renault     | 69     | + 1 Volta        | 3           |       |
| 15    | 19 | Daniel Ricciardo    | Toro Rosso-Ferrari   | 68     | + 2 Voltes       | 11          |       |
| 16    | 16 | Pastor Maldonado    | Williams-Renault     | 68     | + 2 Voltes       | 13          |       |
| 17    | 22 | Jules Bianchi       | Marussia-Cosworth    | 68     | + 2 Voltes       | 19          |       |
| 18    | 20 | Charles Pic         | Caterham-Renault     | 67     | + 3 Voltes       | 18          |       |
| 19    | 23 | Max Chilton         | Marussia-Cosworth    | 67     | + 3 Voltes       | 20          |       |
| 20    | 12 | Esteban Gutiérrez   | Sauber-Ferrari       | 63     | Accident         | 15          |       |
| Ret   | 11 | Nico Hülkenberg     | Sauber-Ferrari       | 45     | Col·lisió        | 9           |       |
| Ret   | 21 | Giedo van der Garde | Caterham-Renault     | 43     | Col·lisió        | 21          |       |
| Font: |    |                     |                      |        |                  |             |       |